# Жариков, Владимир Юрьевич
Влади́мир Ю́рьевич Жа́риков (6 ноября 1938, Смоленск — 10 мая 2024) — советский и российский каскадёр, актёр, поэт и прозаик, кандидат философских наук. Почётный кинематографист России, Член Союза кинематографистов России и Гильдии актёров кино России, член Союза писателей России, основатель первой и единственной в Советском Союзе неофициальной школы каскадёрского мастерства.

## Биография
Служил в армии в отряде специального назначения, занимался дзюдо. В интервью о своей службе рассказывал, что в течение полугода принимал участие в боевых действиях во Вьетнаме. Однако данная информация ничем не подтверждена.
В 1969 году окончил филологический факультет Одесского университета.
В 1974 году кинорежиссёр Юрий Чёрный пригласил Жарикова выполнить в качестве каскадёра драку в ресторане между немецкими и румынскими офицерами в фильме «Порт». После этого Жариков снялся на Одесской киностудии ещё в сорока фильмах как каскадёр и актёр эпизодических ролей. Но это была не основная работа. Одновременно десять лет работал научным сотрудником в Одесском университете. В 1978 году защитил диссертацию на соискание учёной степени кандидата философских наук по теме «Методологические проблемы построения общей типологии личности» (специальность 09.00.01 — диалектический и исторических материализм)
В 1986 году полностью ушёл в кинематограф и работал каскадёром до 1993 года. Всего в послужном списке Владимира Жарикова более восьмидесяти фильмов, в числе которых «Д’Артаньян и три мушкетёра», «Место встречи изменить нельзя», «Пираты XX века», «Государственная граница» и многие другие.
В 1980-е годы основал в Одессе школу каскадёрского мастерства, которая просуществовала десять лет. Затем преподавал в московской школе каскадёрской подготовки Всероссийского объединения каскадёров «Мастер», организовал свою частную кинофирму «Мустанг».
В 1990-е годы стал жертвой мошенников, потерял квартиру, практически перестал сниматься. В последнее время жил в Москве: сначала в крошечной каморке на территории бывшей фабрики, затем оказался вынужденным скитаться по друзьям и знакомым. В 1994 организовал собственную киностудию «Мустанг», на которой снял автобиографический фильм «Посторонний». Работал наставником школы каскадёров «Мастер».
Скончался 10 мая 2024 года на 86-м году жизни.

## Семья
- Сын — Юрий, доктор биологических наук, орнитолог[2], впоследствии принял сан дьякона и проходит своё служение в Канаде[10].
- Дочь — Светлана, кинолог.
  - Внучка — Варвара (род. 2007)[2].

## Книги
- Как это всё во мне соединилось. — М.: Российский писатель, 2003.[2]

## Награды
- За исполнение главной роли в фильме «Посторонний» удостоен звания лауреата Международного кинофестиваля «Золотой Витязь»[1].

## Фильмография

### Каскадёр
- 1975 — Порт
- 1978 — Д’Артаньян и три мушкетёра
- 1978 — Отряд особого назначения
- 1979 — Место встречи изменить нельзя
- 1981 — Приключения Тома Сойера и Гекльберри Финна
- 1984 — Чёрный замок Ольшанский
- 1986 — Путь к себе
- 1986 — Тайны мадам Вонг
- 1988 — Балкон
- 1990 — Кодекс молчания
- 1990 — Муж собаки Баскервилей
- 1990 — Убийца поневоле
- 1991 — Гангстеры в океане

### Постановщик трюков
- 1990 — Динозавры XX века
- 1990 — Убийца поневоле

### Участие в фильмах
- 1993 — Посторонний (документальный)

### Роли в кино
- 1972 — Жизнь и удивительные приключения Робинзона Крузо — эпизод
- 1977 — Красные дипкурьеры — эпизод
- 1978 — Артём — агент охранки
- 1979 — Место встречи изменить нельзя — Алексей Диомидович Тягунов, член банды «Чёрная кошка»''
- 1979 — Пираты XX века — кок
- 1979 — Сыщик — бандит с рукой-крюком (нет в титрах)
- 1982 — Государственная граница. Восточный рубеж — эпизод
- 1983 — Приключения Петрова и Васечкина, обыкновенные и невероятные — басмач (нет в титрах)
- 1984 — Сказки старого волшебника — эпизод
- 1985 — В поисках капитана Гранта — эпизод
- 1986 — Тайны мадам Вонг — гангстер (нет в титрах)
- 1987 — Десять негритят — африканец
- 1987 — Перемена участи — человек в горящей шляпе
- 1987 — Сильнее всех иных велений — эпизод
- 1989 — Астенический синдром — эпизод
- 1990 — Муж собаки Баскервилей — бандит (нет в титрах)
- 1990 — Псы
- 1991 — Шаг вправо… шаг влево…
- 1992 — Чёрный квадрат — эпизод
- 1994 — Последнее дело Варёного — Евгений Андреевич (нет в титрах)